# Распадская (компания)
«Распа́дская» (Распадская угольная компания, РУК) — российская угольная компания. Полное наименование — Публичное акционерное общество «Распадская». Штаб-квартира — в Новокузнецке. Состоит из двух площадок — Новокузнецкой и Междуреченской. Управляет добычей на крупнейшей в России угольной шахте Распадская.
Также контролирует ряд активов в других регионах.

## История
1973
Строительство шахты «Распадская», сдача в эксплуатацию первой очереди шахты с проектной мощностью 2 млн тонн угля в год.
1975
Сдана в эксплуатацию вторая очередь шахты «Распадская» с проектной мощностью 4 млн тонн угля в год.
1977
Завершение строительства шахты «Распадская», сдача в эксплуатацию третьей очереди шахты с проектной мощностью 1,5 млн тонн угля в год.
1988
Проведение успешных испытаний новой техники, технологии и форм организации труда в производственных условиях на шахте.
«Распадская», построенной как передовое предприятие угольной отрасли.
Освоение проектной мощности, достижение максимального объёма добычи.
1991
Приватизация шахты «Распадская», образование ЗАО «Распадская».
1994
Приход новой команды руководителей во главе с генеральным директором Г. И. Козовым.
Разработка программы повышения эффективности производства на 1996—2005 годы.
1997
Приобретение контрольного пакета акций ОАО «Томусинское погрузочно-транспортное управление».
1998—2002
Приобретение и освоение новейших очистных, проходческих и транспортных комплексов Joy Mining Machinery Ltd.
2003
Объединение группы добывающих, проходческих, транспортных и сбытовых компаний под управлением ЗАО «Распадская угольная компания».
В ЗАО «Разрез Распадский» началась отработка угля в запасах, добыча которых в России ранее считалась невозможной или неэффективной.
Начало строительства обогатительной фабрики «Распадская».
2004
Формирование совместного паритетного бизнеса основных акционеров ЗАО «Распадская» — Corber Enterprises Ltd.
Максимальная консолидация акций предприятий ЗАО «Распадская», ОШПУ, ООО "Путеец, «Распадская Джой».
Переход на систему единой сбытовой политики угольной продукции компании.
Начало строительства шахты «Распадская Коксовая» для добычи коксующихся углей остродефицитных марок К и КО.
2005
Утверждение стратегической программы развития на 2006—2015 гг., бизнес-планов развития ОАО «МУК-96» и ЗАО «Разрез Распадский».
Ввод в эксплуатацию обогатительной фабрики «Распадская».
2006
Проведение публичного размещения акций на российских биржах.
Консолидация активов на базе ОАО «Распадская».
2007
Размещение еврооблигаций на международной бирже.
2008
Ввод в эксплуатацию второй очереди обогатительной фабрики «Распадская».
2010
Объединение приобретенной шахты «Томусинская 5-6» со строящейся шахтой «Распадская-Коксовая». Предприятие получило название ЗАО «Распадская-Коксовая».
2013
ОАО «Распадская» вошла в состав Группы ЕВРАЗ в результате продажи пакета акций Corber Enterprises Ltd. 82 % акций ОАО «Распадская» контролирует ЕВРАЗ, остальные акции находятся в свободном обращении.
2015
Южкузбассуголь перешёл под оперативное управление ОАО «Распадская».
В августе 2015 ФАС разрешила Сибуглемету перейти под оперативное управление Распадской угольной компании.
Начало работу ООО УК «Межегейуголь» на Межегейском месторождении в Республике Тыва.
2020
В феврале добыча угля на Межегейском месторождении была приостановлена, а шахта законсервирована.Приобретение ПАО "Распадская" 100% капитала АО ОУК Южкузбассуголь и ООО УК "Межегейуголь"                                                                                                     
2022
Производство на Межегейском месторождении возобновило работу.

## Руководство
Председатель совета

## Деятельность
Компания объединяет группу предприятий, Новокузнецкого и Междуреченского районов Кемеровской области, а также ряда других регионов.

### Показатели деятельности
Добыча угля составила в 2024 году 18,5 млн т (в 2023 — 18,9 млн т). 
Выручка компании по МСФО за 2024 год составила $1 743 млн (за 2023 год — $2 210 млн, падение 21%), убыток — $133 млн (в 2023 чистая прибыль $440 млн).

### Рейтинговые оценки
Рейтинговое агентство АКРА  в 2021 году присвоило компании рейтинговую оценку AA+(RU) со стабильным прогнозом. Рейтинг ежегодно подтверждался, в 2023 году был повышен до AAА(RU) и подтверждён в 2024.

## Происшествия
8-9 мая 2010 года на крупнейшей угольной шахте, принадлежащей компании, Распадской, произошла тяжёлая авария, повлёкшая за собой большие человеческие жертвы. С интервалом в несколько часов в подземных выработках произошли два взрыва метана, повлёкшие за собой серьёзные разрушения, в том числе и на поверхности. Была повреждена система подачи воздуха в подземные выработки(частично подачу воздуха удалось восстановить лишь утром 10 мая). В результате аварии, по последним данным, погибли 66 человек, ещё 24 шахтёра числятся пропавшими без вести.
В качестве компенсации премьер-министр России Владимир Путин распорядился выделить семьям погибших по 1 млн рублей. Пострадавшим, которые вследствие взрыва получили тяжелый вред здоровью, государство выделит по 400 тысяч рублей, а получившим травмы легкой и средней степени — по 200 тысяч рублей. Примерно такие же суммы в качестве компенсации обязана выделить пострадавшим сама компания. Также премьер-министр заверил, что помощь семьям погибших и пострадавших шахтеров не ограничится выплатой пособий. К ликвидации последствий происшествия привлечено 720 человек и 104 единицы техники, 9 воздушных судов, в том числе от МЧС России — 240 человек и 19 единиц техники, 9 воздушных судов.
Известия об аварии привели к обрушению капитализации компании на бирже за один день 11 мая 2010 года на $889 млн (на 26,5 %). Возможные затраты компании на восстановление шахты оцениваются в сумму от $150–250 млн (в случае необходимости восстановления только оборудования и инфраструктуры) до $600–700 млн (в случае необходимости строить шахту заново). Вследствие аварии совокупная среднемесячная добыча компании упала в 6,3 раза до 350 000 т.